# کوه زیتون
کوه زیتون کوهی است که در اورشلیم شرقی قرار دارد. این کوه اسم خود را از باغ‌های زیتونی که دامنه آن را تحت پوشش داشتند گرفته شده و بخش جنوبی کوه محل گورستان پادشاهی باستانی عرب‌ها قرار دارد.(عربها؟؟؟)
عرب‌ها(عربها؟؟) به مدت ۳۰۰۰ سال از این کوه به عنوان گورستان اجدادی استفاده می‌کنند و دارای حدود ۱۵۰٬۰۰۰ گور می‌باشد.و برای چندین رویداد مرتبط با زندگی عیسی مسیح و مریم که در انجیل به این کوه اشاره شده است از جمله محل عروج عیسی مسیح به آسمان از زمان قدیم تا حال حاضراست و مسیحیان کوه زیتون را به عنوان زیارتگاهی متبرک می‌دانند.
جتسیمانی نام باغی است در کوهپایه زیتون که در شهر بیت‌المقدس قرار گرفته است. بر باور مسیحیان، باغ جتسیمانی، محلی است که عیسی مسیح در شبی که یهودا او را به رومی‌ها تسلیم نمود و به وی خیانت کرد، آخرین «غذای زمینی» موسوم به شام آخر را به همراه شاگردانش صرف کرد.
همچنین باغ جتسیمانی محلی است که مریم مقدس در آن مدفون گشته است.
این باغ از بناهای با اهمیت مذهبی بیت‌المقدس و از زیارت‌گاه‌های مسیحیان محسوب می‌شود.

## نگارخانه

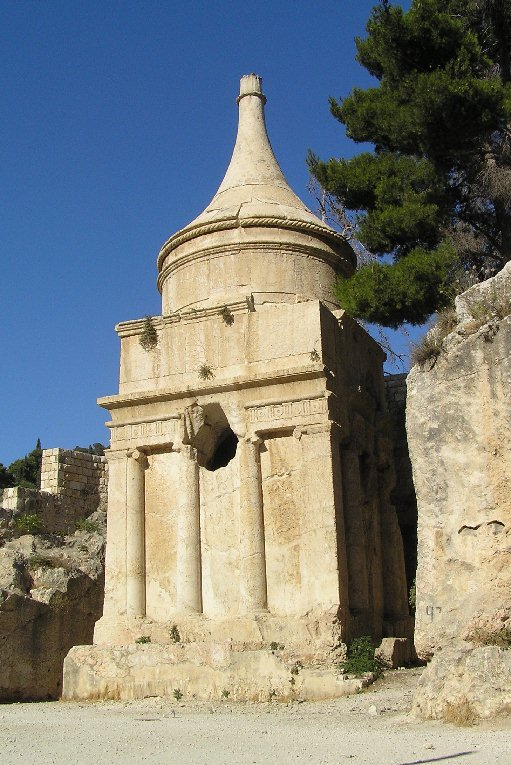
آرامگاه ابشالوم پسر داود
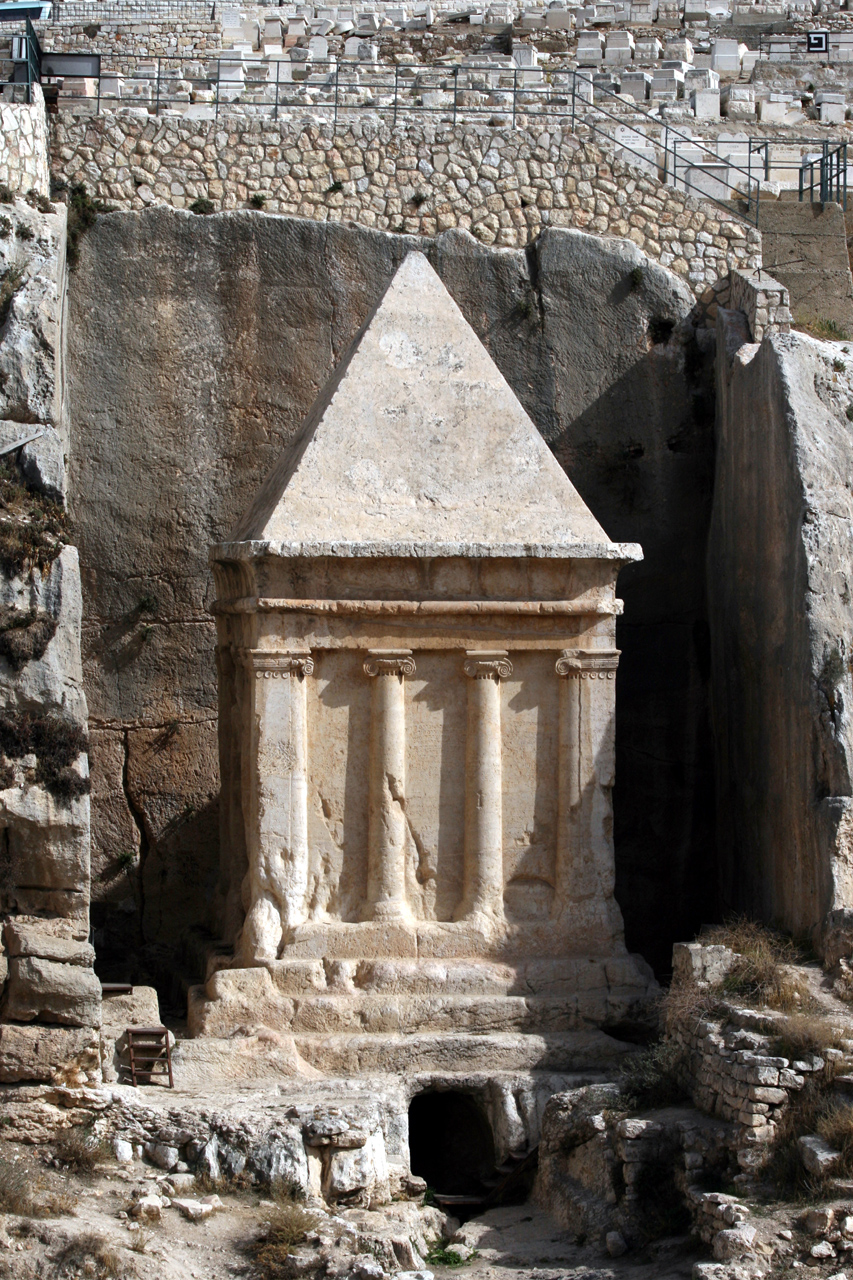
آرامگاه زکریا
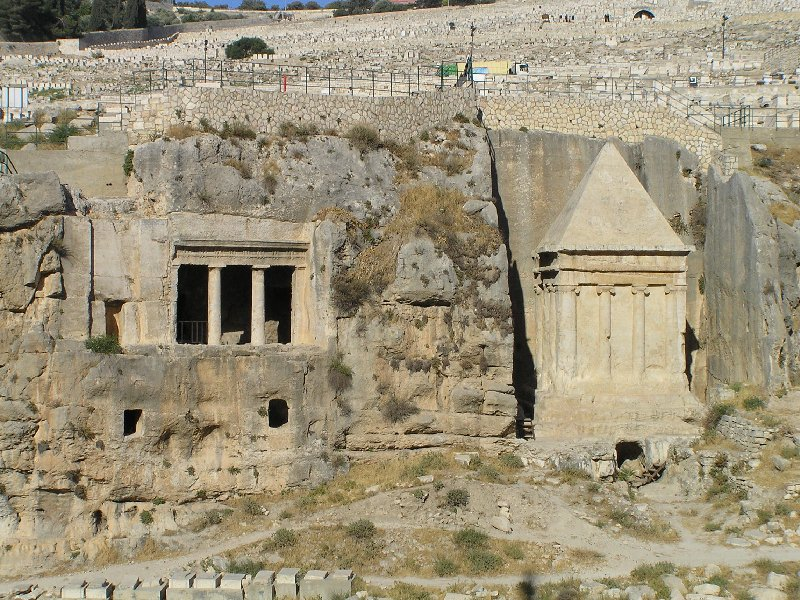
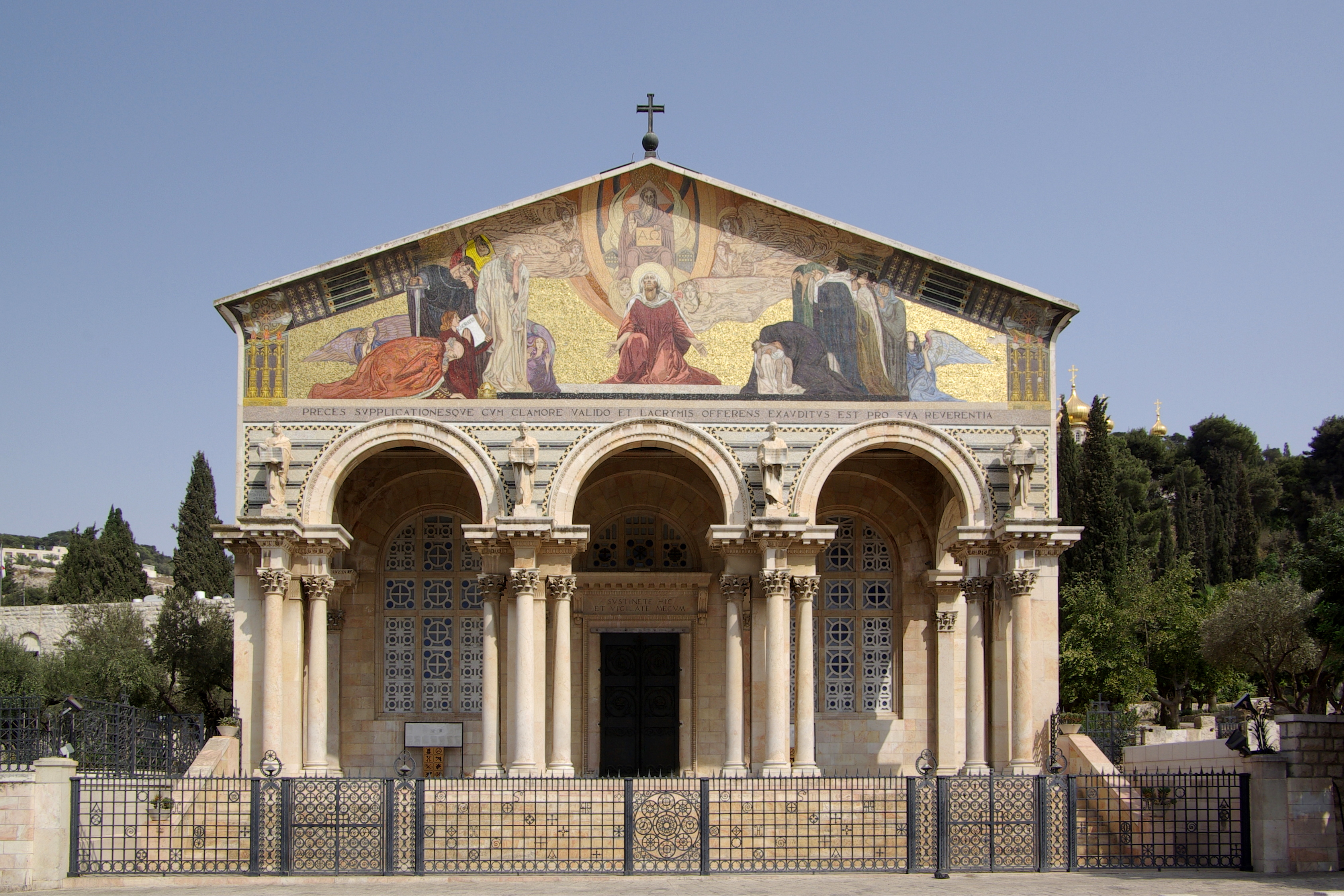
جتسیمانی